# Mesophadnus formosanus
Mesophadnus formosanus là một loài tò vò trong họ Ichneumonidae.